# Mattia e il nonno
Mattia e il Nonno è un libro di Roberto Piumini pubblicato nel 1999 da Einaudi.

## Trama
C'era un nonno sdraiato sul letto, era molto pallido e magro e leggero.
C'è un nonno steso su un letto e intorno tutti i suoi parenti lo guardano. Tutti tranne uno: Mattia, il nipote più piccolo, di appena sette anni, che guarda una mosca sul soffitto. Poi il nonno si alza e invita Mattia a fare una di quelle passeggiate che a loro piacciono tanto. Le altre persone presenti non si accorgono di nulla e, in silenzio, Mattia e il nonno escono di casa. Appena usciti si trovano di fronte un paesaggio diverso al posto delle strade del paesino:una grande campagna verde e gialla, attraversata da un fiume. i due protagonisti passeggiano sulla riva sinistra del fiume e vivono molte avventure: pescano, "catturano" un cavallo, girano per le stradine di un paesino, salgono sul campanile, fanno una caccia al tesoro e vengono catturati dai pirati. mentre avviene tutto ciò il nonno si rimpicciolisce fino a diventare invisibile. Alla fine del racconto, inganna Mattia dicendo: "Eccomi qui, tutto profumato di peperone!". Il nipotino, volendo sentire l'odore, annusa così forte da far arrivare il nonno dentro le sue narici, infatti era questo lo scopo del nonno: arrivare lì per stare sempre con Mattia, anche dopo la sua morte. Mattia torna a casa e vede il corpo normale del nonno senza vita, allora chiede al nonno "Dove sei?" e il nonno gli risponde di essere dentro di lui, "Lì c'è l'esuvia".